# جنبش انقراض اختیاری انسان
جنبش انقراض اختیاری انسان (به انگلیسی: Voluntary Human Extinction Movement) (به اختصار: VHEMT) جنبشی زیست‌محیطی است که خواستار خودداری تمام انسان‌ها از تولید مثل برای انقراض نسل بشر به شکل تدریجی و اختیاری است. این جنبش در اصل از انقراض انسان به این دلیل حمایت می‌کند که این اتفاق مانع تخریب محیط زیست می‌شود. این گروه اظهار می‌کند که کاهش جمعیت انسان‌ها به‌طور قابل توجهی باعث جلوگیری از خسارت به‌وجود آمده از طرف انسان‌ها می‌شود. انقراض گونه‌های غیر انسان و کمبود منابع مورد نیاز بشر همواره توسط این گروه به عنوان مدرکی برای آسیب ناشی از ازدیاد جمعیت انسان‌ها ذکر می‌شود.
این جنبش در سال ۱۹۹۱ توسط لس یو. نایت، کنشگر آمریکایی، برپا شد که در جنبش زیست‌محیطی دهه هفتاد میلادی در آمریکا وارد شد و پس از آن استنتاج کرد که انقراض انسان بهترین راه برای حل مشکلات پیش روی نوع بشر و زیست‌کره زمین است. نایت خبرنامه این گروه را چاپ و به عنوان سخنگوی این گروه فعالیت می‌کند. با اینکه این گروه توسط یک وبسایت پشتیبانی می‌شود و در برخی گردهمایی‌های زیست‌محیطی معرفی می‌شود، برای انتشار پیامش تا حد زیادی بر پوشش رسانه‌های بیرونی متکی است. بسیاری از مفسران، ایده این جنبش را به طرز غیرقابل قبولی تندروانه می‌دانند؛ گرچه، برخی نویسندگان دیگر دیدگاه آن را تحسین کرده‌اند. در پاسخ به این جنبش، برخی روزنامه‌نگاران و افراد دانشگاهی استدلال کرده‌اند که انسان‌ها می‌توانند شیوه‌های پایداری را برای زندگی توسعه دهند یا اینکه جمعیتشان را به سطوح پایداری کاهش دهند. برخی دیگر بر این عقیده هستند که این ایده هر مزایایی هم که داشته باشد، میل بشر به تولید مثل مانع از این می‌شود که انسان به‌طور داوطلبانه به دنبال انقراض باشد.

## تاریخچه

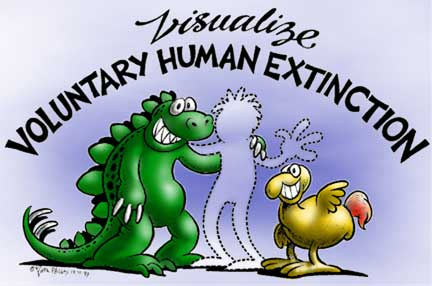
کارتون جنبش انقراض اختیاری انسان از نینا پیلی

این جنبش توسط لس یو. نایت برپا شد که آموزگار موقت دبیرستان در پورتلند، اورگن است. وی در دهه هفتاد میلادی وقتی که دانشجو بود، پس از ورود به جنبش زیست‌محیطی بیشتر خطرات پیش روی زمین را به جمعیت فراوان انسان‌ها نسبت داد. وی به سازمان رشد جمعیت صفر پیوست و در سن بیست و پنج سالگی وازکتومی کرد. او بعدتر نتیجه‌گیری کرد که انقراض انسان بهترین راه حل برای مشکلات زیست‌محیطی است. وی معتقد است که در تاریخ نیز برخی به این ایده رسیده‌اند.
در سال ۱۹۹۱ نایت شروع به انتشار خبرنامه این جنبش کرد که با نام این دوران خروج شناخته می‌شود. در این خبرنامه او از خوانندگان می‌خواست که به انقراض انسان با عدم تولید مثل کمک کنند. این جنبش همچنین کارتون‌هایی منتشر کرده‌است؛ از جمله کمیک استریپی به اسم بچه بونوبو که در آن زنی با نگهداری از یک بونوبو از بچه‌دار شدن صرف نظر می‌کند. در سال ۱۹۹۶ نایت وبسایتی برای این جنبش ایجاد کرد که در سال ۲۰۱۰ به ۱۱ زبان در دسترس بود. لوگوی این جنبش شامل حرف V (ابتدای voluntary) و تصویری از زمین است که شمال آن در پایین قرار دارد.

## سازماندهی و ترویج
این جنبش بیشتر به شکل شبکه‌ای بدون ساماندهی و کنترل دقیق عمل می‌کند تا سازمانی رسمی و فهرستی از اعضای خود تهیه نمی‌کند. دنیل متس از دانشگاه ویلامت در سال ۱۹۹۵ اظهار کرد که فهرست پستی این جنبش تنها کمتر از ۴۰۰ مشترک دارد. شش سال بعد، فاکس نیوز گفت که این فهرست تنها ۲۳۰ مشترک دارد. نایت می‌گوید که هر کسی که موافق ایدئولوژی اوست، عضوی از این جنبش است و اینکه این شامل «میلیون‌ها نفر» می‌شود.
نایت سخنگوی این جنبش است. وی در کنفرانس‌ها و گردهمایی‌های زیست‌محیطی حضور می‌یابد و اطلاعات موضوع رشد جمعیت را به اطلاع عموم می‌رساند. با این حال، پیام‌های این جنبش بیشتر از طریق پوشش رسانه‌ها پخش شده‌است تا گردهمایی‌ها و خبرنامه آن. این جنبش تی‌شرت و نشان و همچنین سپرچسبان‌هایی می‌فروشد که روی آن‌ها نوشته «از اینکه بچه نمی‌آورید، متشکریم».

## ایدئولوژی
نایت استدلال می‌کند ما تنها گونه‌ای هستیم که آنقدری تکامل یافته که خودآگاهانه به دنبال انقراض باشد، برای مصلحت تمام حیات یا اینکه به این اتفاق احتیاج دارد. که جمعیت جهان بسیار بیشتر از آنی است که زمین توانایی تحملش را داشته باشد و بهترین چیز برای زیست‌کره زمین این است که انسان‌ها به شکل اختیاری تولید مثل نکنند. او می‌گوید که «انسان‌ها با زیست‌کره ناسازگار هستند» و وجود انسان‌ها دارد باعث آسیب به محیط زیست می‌شود که در نهایت منجر به انقراض انسان‌ها (و همچنین دیگر موجودات زنده) می‌شود. به گفته نایت، اکثریت وسیع جامعه‌های انسانی به شکل پایدار زندگی نکرده‌اند و تلاش برای زندگی به شیوه‌های سازگار با محیط زیست، این حقیقت که وجود انسان در نهایت برای محیط زیست و بسیاری از موجودات غیر انسان مخرب بوده را تغییر نمی‌دهد. انقراض اختیاری انسان به این دلیل ترویج داده می‌شود که مانع از رنج کشیدن انسان و انقراض سایر گونه‌ها می‌شود. نایت اشاره می‌کند که جمعیت زیاد انسان‌ها بسیاری از گونه‌ها را تهدید می‌کند.
جیمز اورمراد، روانشناسی که شرح این گروه را در نشریه روانکاوی، فرهنگ و جامعه نوشته‌است، اشاره می‌کند که «بنیادی‌ترین باور» این گروه این است که «انسان‌ها باید تولید مثل را متوقف کنند» و اینکه برخی از مردم خود را از اعضای این گروه می‌دانند اما در حقیقت از انقراض انسان حمایت نمی‌کنند. نایت در هر حال معتقد است که حتی اگر انسان‌ها بیش از پیش با محیط زیست سازگار شوند، می‌توانند دوباره به شیوه‌های زندگی مخرب برای محیط زیست بازگردند و بنابراین باید خود را از بین ببرند. به گفته نایت، ساکنان کشورهای جهان اول بیشترین مسئولیت را برای تغییر بر عهده دارند؛ زیرا آن‌ها بیشترین سهم منابع را مصرف می‌کنند.
نایت باور دارد که ارگانیسم‌های غیر انسان در زمین ارزش کلی بالاتری نسبت به انسان‌ها و دستاوردهایشان مانند هنر دارند: «نمایشنامه‌های شکسپیر و کارهای اینشتین نمی‌توانند با یک ببر برابری کنند.» او استدلال می‌کند که گونه‌هایی که بالای زنجیره غذایی قرار دارند، نسبت به گونه‌های پایین اهمیت کمتری دارند. ایدئولوژی وی تا حدودی از بوم‌شناسی ژرف‌نگر منشأ گرفته‌است و او گاهی به زمین با عنوان گایا اشاره می‌کند. او ذکر می‌کند که انقراض انسان غیرقابل اجتناب است و بهتر است برای جلوگیری از انقراض حیوانات دیگر زودتر منقرض شود. قابلیت تکامل دیگر موجودات زنده نیز به عنوان یکی از مزایای این اتفاق ذکر می‌شود.
نایت خودداری از تولید مثل را انتخابی ایثارگرانه می‌داند — راهی برای ممانعت از زجر کشیدن غیرعمدی انسان‌ها — و مرگ کودکان از عوامل قابل اجتناب را به عنوان مثالی از رنج کشیدن نالازم ذکر می‌کند. نایت ادعا می‌کند که عدم تولید مثل در نهایت باعث می‌شود که انسان‌ها سبک زندگی اعلایی قابل قیاس با باغ عدن داشته باشند و باور دارد که واپسین انسان‌های بازمانده به دستاوردهایشان می‌بالند. از جمله دیگر مزایای دست کشیدن انسان از تولید مثل که او ذکر می‌کند، پایان یافتن سقط جنین، جنگ و گرسنگی است. نایت استدلال می‌کند که «زایش امروزه در واقع کودک‌آزاری است». او باور دارد که مصرف شدن منابع توسط جمعیتی رو به رشد و به جای اینکه صرف حل کردن مشکلات کنونی شوند، باعث می‌شود که استاندارد زندگی انسان کاهش یابد. او فکر می‌کند که اگر انسان‌ها تولید مثل نکنند، می‌توانند انرژی خود را صرف سرگرمی‌های دیگر کنند و فرزندپذیری و نگهداری موقت فرزند را راهکارهای پاسخ دادن به نیاز کسانی می‌داند که تمایل به داشتن بچه دارند.
این جنبش برنامه‌های اجبار شده از سوی دولت برای کنترل جمعیت را نمی‌پذیرد و در عوض کاهش اختیاری جمعیت را توصیه می‌کند و تنها از پیشگیری از بارداری و نیروی اراده، برای ممانعت از تولید مثل حمایت می‌کند. نایت اظهار می‌کند که کاهش جمعیت انسان‌ها به‌طور دائمی توسط روش‌های اجباری نامحتمل است و به این نکته اشاره می‌کند که بشریت از جنگ‌های فجیع، قحطی‌ها و ویروس‌ها جان سالم بدر برده‌است. با اینکه نام خبرنامه آن‌ها کتاب راهنمای خروج نهایی را یادآور می‌شود، ایده خودکشی دسته‌جمعی را نمی‌پذیرند و شعار «باشد که عمری طولانی داشته باشیم و منقرض شویم» را اتخاذ کرده‌اند. بررسی سال ۱۹۹۵ نشان داد که عده زیادی از اعضای این جنبش وظیفه اخلاقی شدیدی برای محافظت از زمین در خود احساس می‌کردند؛ به توانایی رویه‌های سیاسی برای جلوگیری از آسیب به محیط زیست اعتقاد نداشتند و مایل به چشم‌پوشی از برخی حقوقشان برای آرمانشان بودند. اعضایی از این جنبش که باور داشتند که «تمدن به سوی سقوط پیش می‌رود»، بیشتر از همه متمایل به قبول داشتن این ایده‌ها بودند. با این وجود، این جنبش هیچ موضع آشکار سیاسی‌ای نمی‌گیرد.
این جنبش در مقایسه با اقدام بین‌المللی جمعیت، گروهی که معتقد است انسان‌ها باید جمعیتشان را کاهش دهند — نه اینکه از بین ببرند — تا از زمین محافظت کنند، ایدئولوژی افراطی‌تری را ترویج می‌دهد. با این حال، ایده این جنبش ملایم‌تر و جدی‌تر از کلیسای یوتنیژا است که از کاهش جمعیت با خودکشی و هم‌نوع‌خواری طرفداری می‌کند. طبق یک بررسی در سال ۱۹۹۵ مشخص شد که ۳۶ درصد خود را از اعضای اول زمین! می‌دانستند یا در پنج سال گذشته به گروه کمک مالی کرده بودند.

## واکنش‌ها
نایت اظهار می‌کند که ایدئولوژی گروهش مخالف تولدگرایی جامعه در عصر کنونی می‌باشد. او باور دارد که این فشار بسیاری از مردم را از حمایت یا حتی به بحث گذاشتن کنترل جمعیت بازداشته‌است. او قبول دارد که موفقیت گروهش نامحتمل است اما ادعایش این است که تلاش برای کاهش جمعیت زمین تنها گزینه اخلاقی است.
واکنش‌ها به ایده نایت در رسانه‌های جریان اصلی متفاوت بوده‌است. در روزنامه سان فرانسیسکو کرونیکل گرگوری دیکم می‌نویسد که «منطقی غیرقابل انکار» پشت برهان‌های این جنبش هست اما او شک دارد که ایده‌های نایت موفقیتی در پی داشته باشند و استدلال می‌کند که بسیاری از مردم علاقه به داشتن فرزند دارند و نمی‌توان آن‌ها را به خودداری از تولید مثل ترغیب کرد. این شکاکیت را استیون جارویس در ایندیپندنت بازتاب می‌دهد و اشاره می‌کند که این جنبش با دشواری بزرگی روبروست و این دشواری را مرهون میل بنیادی بشر به تولید مثل می‌داند. گای دمن از روزنامه گاردین هدف این جنبش را تحسین می‌کند و آن را «از بسیاری جهات ستودنی» می‌داند اما استدلال می‌کند که باور داشتن به اینکه انسان‌ها داوطلبانه به دنبال انقراض باشند، مسخره است. ابی اورایلی، نویسنده آزاد، می‌نویسد که چون به بچه داشتن اغلب به عنوان ملاکی برای موفقیت نگاه می‌شود، دستیابی به هدف این جنبش دشوار است. نایت در پاسخ به این استدلال‌ها ادعا می‌کند که گرچه میل جنسی چیزی طبیعی‌ست اما میل بشر به داشتن بچه حاصل فرهنگ‌آموزی است.
سراسقف‌نشین کاتولیک رومی نیویورک از ایده نایت انتقاد کرده و استدلال می‌کند که وجود انسان از سوی خداوند مقدر گشته‌است. اورمراد ادعا می‌کند که نایت «مسلماً بوم‌شناسی ژرف‌نگر را حمایت نمی‌کند و مردم‌ستیزی صریح را بجایش برمی‌گزیند». او ذکر می‌کند که ادعای نایت که واپسین انسان‌ها در سناریوی انقراض منابع فراوانی در اختیار خواهند داشت، آرمان خود را بر اساس «افزایش منافع انسان‌ها» ترویج می‌دهد. اورمراد چنین استدلالی را بر خلاف انتظار می‌بیند و استدلال می‌کند که این ادعا از زبان «جوامع مصرف‌کننده اواخر عصر مدرن» استفاده می‌کند. او از نایت به خاطر چیزی که آن را شکست خوردن در ارائه یک ایدئولوژی منسجم و غیرمبهم می‌بیند، ایراد می‌گیرد. ایکانمیست این گفته نایت که انقراض انسان صلاح است، چون منابع محدودند را «چرند مالتوسی» توصیف می‌کند. این روزنامه همین‌طور اظهار می‌کند که شفقت برای کره زمین لزوماً نیازمند پیگیری انقراض انسان نیست. جامعه‌شناسی به نام فرانک فوردی نیز این جنبش را گروهی مالتوسی می‌پندارد و ایشان را سازمانی زیست‌محیطی می‌داند که «بدترین [ظن] را نسبت به گونه انسان دارد». جوسی اپلتون در مجله اسپایکت می‌نویسد که این گروه بیشتر نسبت به بشریت بی‌تفاوت است، تا اینکه «ضد انسان» باشد.
برایان بثون در مکلینز می‌نویسد که منطق نایت «همانقدر که مسخره است، همانقدر هم خدشه‌ناپذیر است». در هر حال، او نسبت به ادعای نایت که واپسین بازمانده‌های نوع بشر زندگی خوشایندی دارند، مردد است و گمان می‌کند که «از دست رفتن اراده برای زندگی به‌طور مشترک» فراگیر می‌شود. شلدون ریچمن، روزنامه‌نگار آمریکایی، در پاسخ به ایده نایت استدلال می‌کند که انسان‌ها «عوامل فعالی» هستند و می‌توانند رفتارشان را تغییر دهند. او معتقد است که انسان‌ها قادر به حل مشکلات پیش روی زمین هستند. آلن وایزمن، نویسنده کتاب جهان بدون ما، محدود کردن تعداد بچه به یکی در هر خانواده را جایگزینی مرجح برای خودداری از تولید مثل پیشنهاد می‌کند.
کاترین میشکوفسکی از وبسایت سلان پیشنهاد می‌کند که کسانی که فرزند ندارند، وقتی با «سوالات کاوشگرانه» در مورد بچه نداشتنشان مواجه می‌شوند، استدلال‌های این جنبش را برمی‌گزینند. کارمن دل‌اورسانو در مجله مطالعه حیوانات انتقادی ذکر می‌کند که این جنبش به دنبال دوری جستن از بچه‌ها به عنوان سمبلی از پیشرفت مداوم بشر است. او این جنبش را نوعی «سیاست اوپوزیسیون همجنس‌گرایانه» می‌بیند؛ چون مخالف تولید مثل مستدام به عنوان نوعی انگیزه است. او استدلال می‌کند که این جنبش به دنبال رسیدن به تعریفی جدید از «نظام مدنی» است؛ همان‌طور که لی ادلمن پیشنهاد کرد که نظریه کوئیر باید این کار را بکند. دل‌اورسانو اعتقاد دارد که این جنبش به اختیار ادلمن دست می‌یابد؛ زیرا آن‌ها به‌جای ایده‌هایی که روی بازآفرینی گذشته تمرکز می‌کنند، رانه مرگ را ارائه می‌دهند.
با اینکه سازمان نایت در کتابی با عنوان خل‌وضع‌ها: راهنمایی به محدوده‌های بیرونی باور انسان جای دارد، روزنامه‌نگار گاردین، الیور برکمن، اشاره می‌کند که در یک مکالمه تلفنی نایت فردی «در عوض معقول و فروتن» به نظر می‌رسد. وایزمن این عقیده را بازگو می‌کند و نایت را «بافکر، دارای صدایی ملایم، بلیغ و کاملاً جدی» توصیف می‌کند. استیون بست و داگلاس کلنر که فیلسوف هستند، موضع این جنبش را افراطی می‌دانند اما ذکر می‌کنند که این جنبش در پاسخ به موضع‌های افراطی «انسان‌گرایی مدرن» شکل گرفته‌است.

## در فرهنگ عامه
در سال ۱۹۷۳ دی. کیث مانو رمانی علمی تخیلی با عنوان پل را به چاپ رساند که در آن نوع بشر به این نتیجه رسیده بود که وجودش از لحاظ زیست‌محیطی غیرقابل تحمل است و اینکه انسان‌ها باید بمیرند.

## برابرها
1. ↑  Zero Population Growth
2. ↑  These Exit Times
3. ↑  Bonobo Baby
4. ↑  Daniel Metz
5. ↑  James Ormrod
6. ↑  Population Action International
7. ↑  Church of Euthanasia
8. ↑  Gregory Dicum
9. ↑  Stephen Jarvis
10. ↑  Guy Dammann
11. ↑  Abby O'Reilly
12. ↑  Frank Furedi
13. ↑  Josie Appleton
14. ↑  Brian Bethune
15. ↑  Sheldon Richman
16. ↑  Alan Weisman
17. ↑  Katharine Mieszkowski
18. ↑  Carmen Dell'Aversano
19. ↑  Journal for Critical Animal Studies
20. ↑  Lee Edelman
21. ↑  Kooks: A Guide to the Outer Limits of Human Belief
22. ↑  Oliver Burkeman
23. ↑  Steven Best
24. ↑  Douglas Kellner
25. ↑  D. Keith Mano
26. ↑  The Bridge

## کتابنامه
- Best, Steven; Kellner, Douglas (2001). The Postmodern Adventure: Science, Technology, and Cultural Studies at the Third Millennium. Guilford Press. ISBN 978-1-57230-665-3.
- Ellis, Richard J. (1998). The Dark Side of the Left: Illiberal Egalitarianism in America. University Press of Kansas. ISBN 978-0-7006-1030-3.
- Ormrod, James S. (2011). "'Making room for the tigers and the polar bears': Biography, phantasy and ideology in the Voluntary Human Extinction Movement". Psychoanalysis, Culture & Society. 16 (2): 142–61. doi:10.1057/pcs.2009.30.
- Weisman, Alan (2010). The World Without Us. HarperCollins. ISBN 978-1-4434-0008-4.